# Stefania Constantini
Stefania Constantini (født 15. april 1999) er en italiensk curler fra Cortina d'Ampezzo.
Hun vandt en bronzemedalje ved de europæiske curlingmesterskaber 2017 og en guldmedalje i mixeddouble ved OL 2022 i Beijing.